# Luke Campbell (siatkarz)
Luke Campbell, (ur. 8 listopada 1979 w Melbourne) – australijski siatkarz, występujący na pozycji środkowego. Jego atrybuty fizyczne to 202 cm i 98 kg. Zasięg w ataku Campbella wynosi 346 cm, a zasięg w bloku 330 cm. W reprezentacji występuje z numerem 5. Wraz z drużyną Australii występował na MŚ 2006 w Japonii. Obecnie występuje w niemieckiej drużynie SV Wuppertal.
W 2004 roku w Atenach występował w igrzyskach olimpijskich.